# Campeonato Europeo de Tiro al Plato de 2022
El XLVI Campeonato Europeo de Tiro al Plato se celebró en Lárnaca (Chipre) entre el 25 de agosto y el 11 de septiembre de 2022 bajo la organización de la Confederación Europea de Tiro (ESC) y la Federación Chipriota de Tiro Deportivo.
Las competiciones se realizaron en el Campo de Tiro Olímpico de la ciudad chipriota. 

## Resultados

### Masculino
| Evento          | Oro                                        | Plata                                      | Bronce                           |
| --------------- | ------------------------------------------ | ------------------------------------------ | -------------------------------- |
| Foso (27.08)    | Jiří Lipták · República Checa · 31 pts.    | Rickard Levin-Andersson · Suecia · 25 pts. | Nathan Hales Reino Unido 21 pts. |
| Foso (equipos)  | Italia ·                                   | Croacia ·                                  | Reino Unido                      |
| Skeet (09.09)   | Jakub Tomeček · República Checa · 38 (+20) | Luigi Lodde · Italia · 38 (+19)            | Ben Llewellin Reino Unido 27     |
| Skeet (equipos) | Italia ·                                   | Grecia ·                                   | Francia                          |

### Femenino
| Evento          | Oro                               | Plata                                | Bronce                            |
| --------------- | --------------------------------- | ------------------------------------ | --------------------------------- |
| Foso (27.08)    | Silvana Stanco · Italia · 32 pts. | Lucy Hall Reino Unido 31 pts.        | Jessica Rossi · Italia · 20 pts.  |
| Foso (equipos)  | Italia ·                          | Finlandia ·                          | Reino Unido                       |
| Skeet (09.09)   | Amber Hill Reino Unido 38         | Nadine Messerschmidt · Alemania · 37 | Danka Barteková · Eslovaquia · 27 |
| Skeet (equipos) | Reino Unido                       | Alemania ·                           | Eslovaquia ·                      |

### Mixto
| Evento                    | Oro                                    | Plata                                     | Bronce                                                                                                |
| ------------------------- | -------------------------------------- | ----------------------------------------- | --- |
| Foso por equipos (28.07)  | Jessica Rossi · Daniele Resca · Italia | Safiye Sarıtürk Oğuzhan Tüzün Turquía     | Maria Coelho de Barros · João Azevedo · Portugal · Zuzana Rehák-Štefečeková · Erik Varga · Eslovaquia |
| Skeet por equipos (10.07) | Amber Hill Ben Llewellin Reino Unido   | Diana Bacosi · Tammaro Cassandro · Italia | Barbora Šumová · Jakub Tomeček · República Checa · Victoria Larsson · Stefan Nilsson · Suecia         |

## Medallero
| Núm. | País            | Oro | Plata | Bronce | Total |
| ---- | --------------- | --- | ----- | ------ | ----- |
| 1    | Italia          | 5   | 2     | 1      | 8     |
| 2    | Reino Unido     | 3   | 1     | 4      | 8     |
| 3    | República Checa | 2   | 0     | 1      | 3     |
| 4    | Alemania        | 0   | 2     | 0      | 2     |
| 5    | Suecia          | 0   | 1     | 1      | 2     |
| 6    | Croacia         | 0   | 1     | 0      | 1     |
| 6    | Finlandia       | 0   | 1     | 0      | 1     |
| 6    | Grecia          | 0   | 1     | 0      | 1     |
| 6    | Turquía         | 0   | 1     | 0      | 1     |
| 10   | Eslovaquia      | 0   | 0     | 3      | 3     |
| 11   | Francia         | 0   | 0     | 1      | 1     |
| 11   | Portugal        | 0   | 0     | 1      | 1     |
|      | TOTAL           | 10  | 10    | 12     | 32    |